# Xian de Zhouzhi
Le xian de Zhouzhi (depuis 1986 : 周至县, anciennement : 盩厔縣 ou 盩庢縣 ; pinyin : Zhōuzhì Xiàn) est un district administratif de la province du Shaanxi en Chine. Il est placé sous la juridiction de la ville sous-provinciale de Xi'an.

## Démographie
La population du district était de 615 966 habitants en 1999.